# Океанія (1984)
Океанія (англ. Oceania) — вигаданий військово-політичний блок в художньому романі Джорджа Орвелла «1984». Представляє гіпотетичну модель подальшого розвитку Північної та Південної Америки при захваті влади соціалістичною партією більшовицького типу, і поглинення Сполученими Штатами Великої Британії з її домініонами в одну державну структуру — тоталітарний блок.

## Розташування
Океанія займає 1/3 площі Земної кулі і включає Північну та Південну Америку, Велику Британію, Австралію та Океанію, Південну Африку . Імовірно, як «океанійський полігон» до складу Океанії входить Антарктида.

## Геополітика
Океанія - соціалістична тоталітарна держава, де остаточно перемогли ідеї більшовизму з елементами нацизму. Вона здійснює агресивну загарбницьку політику, яка не відрізняється від політики двох інших наддержав, кожна з яких воює з кожною іншою, іноді створюючи коротковічні блоки двох проти однієї.  Основними супротивниками  Океанії на міжнародній арені є Євразія та Істазія. З тексту роману неможливо зрозуміти, чи війна йде насправді.  